# バッティングセンター

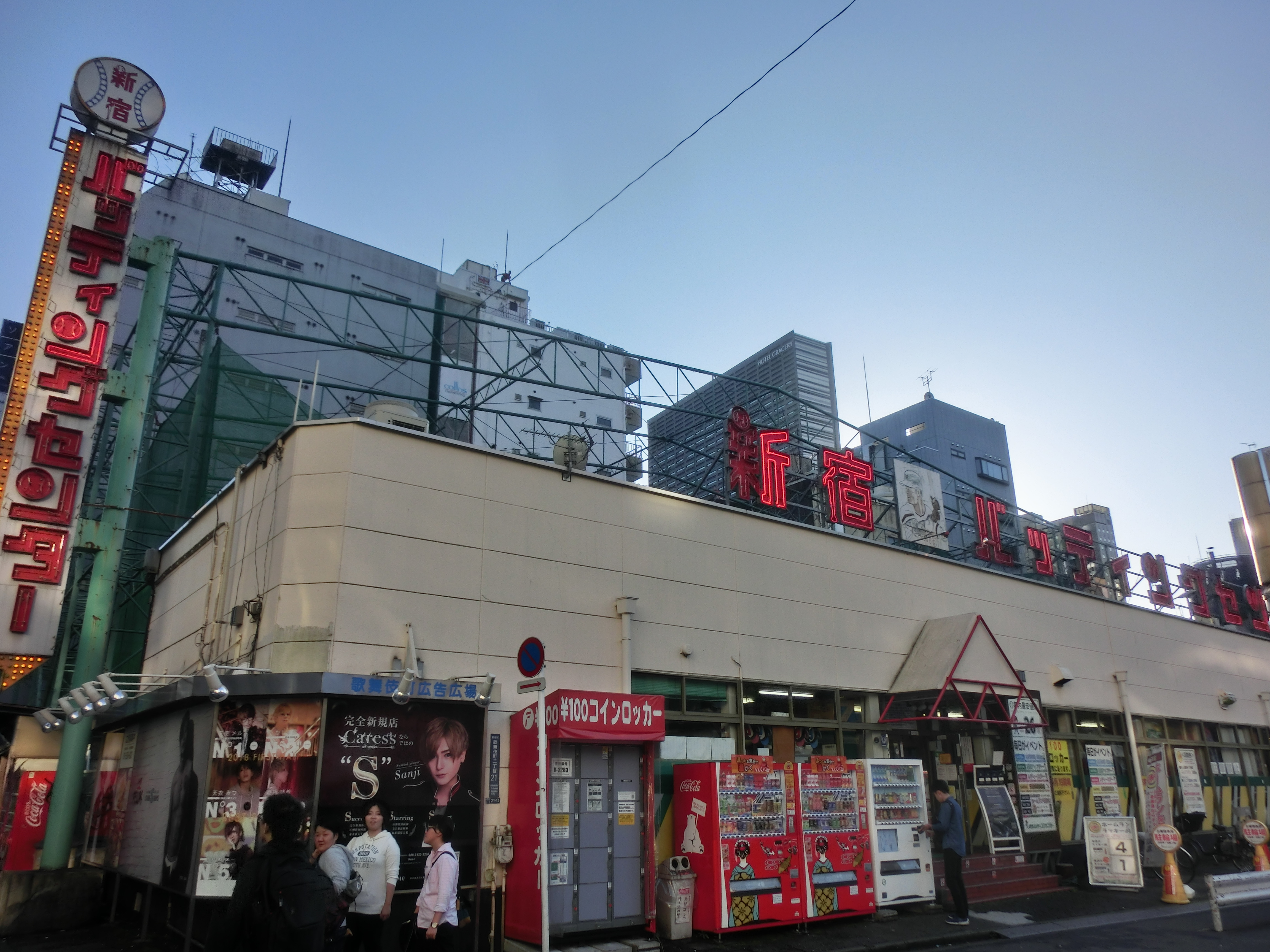
新宿バッティングセンター・外観（2018年）

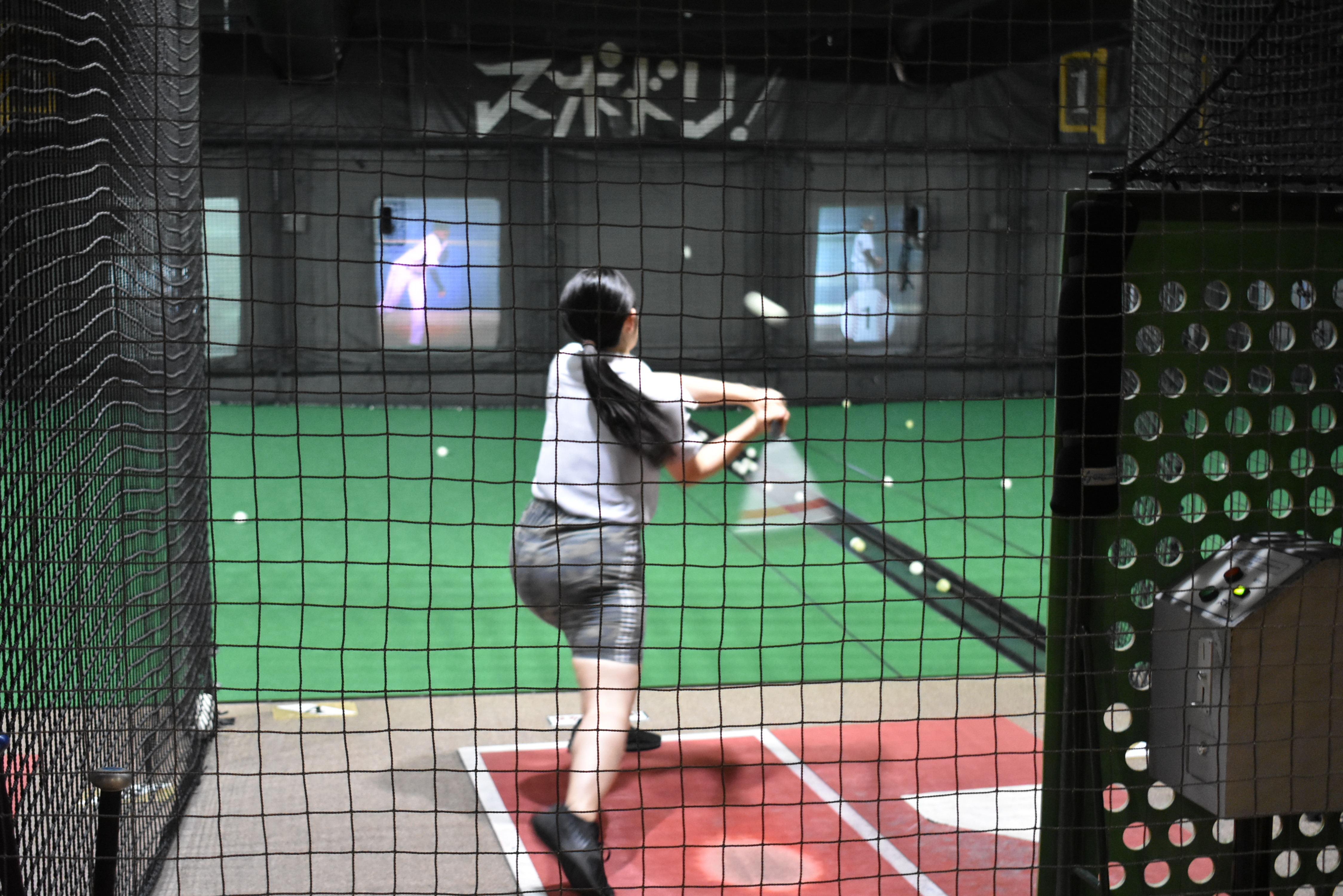
東京ドームシティ「黄色いビル」内にあるバッティングセンター

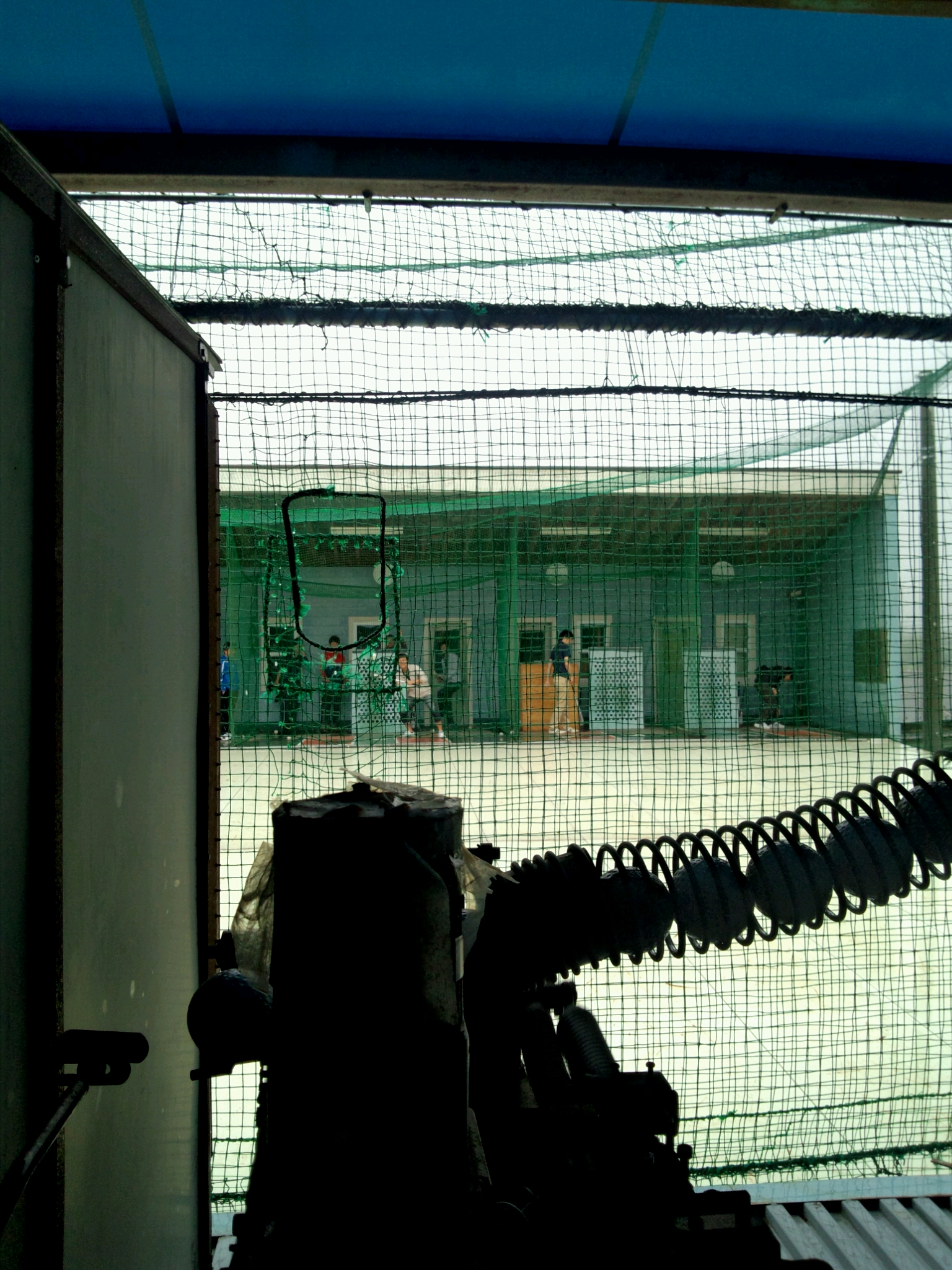
一例

バッティングセンター（英語: Batting cage、バッセン）とは、野球の練習や娯楽を目的として、ピッチングマシンから発射されるボールを打つことのできる設備を備えた商業施設を指す。
商売としてのバッティングセンターが成り立っているのは主に日本、韓国、アメリカ合衆国の三ヵ国である。アメリカでは打撃練習場としての側面が強く、野球経験者をメインターゲットにおいた運営がなされており、韓国ではアミューズメント施設としての側面が強く、ビジネス街や繁華街を中心に店舗展開がなされている。日本ではその両方の特徴を持った施設が展開されており、世界各国の大衆文化について取材・執筆活動を行っている作家のカルロス矢吹は、自著『日本バッティングセンター考』において、バッティングセンターについて「野球の経験が無くても気軽に打撃練習が楽しめる施設」と定義している。
「バッティングセンター」という言葉は和製英語であり、アメリカでは (commercial)  batting cage と言われる。1958（昭和33）年に関東学院大学斉藤八雄講師（当時）が「型式KS-P型」及び「型式AR型」を発明した。1分間に12球の直球や変化球を投球することが可能で変化球も可能となった。「機械遺産109号」に認定された。この機械がきっかけでバッティングセンターが広がっていく。

## 歴史
キンキクレスコの会長であった堀川三郎によれば、日本最初のバッティングセンターは、東京都墨田区にある商業施設東京楽天地の屋上にて1965年12月28日にオープンした「楽天地バッティングセンター」である。当時阪神タイガースなどにバッティングマシンなどを納入していた神戸のホーマー産業の会長であった河合和彦が、野球器具の娯楽活用を思いつき、建設を進めたのを嚆矢としており、楽天地バッティングセンターではホーマー産業がアメリカから持ち込んだピッチングマシン「ダットレー」が使用されていた。折しも巨人のV9などもあり、楽天地バッティングセンターはバッティングセンターブームの端緒となったが、1969年10月31日には閉業している。河合を取材した北海道新聞の記者である嵯峨二郎は、1日に300人から400人の客足があり、NHKが報じた後に全国からピッチングマシンの注文が殺到し、4000台から5000台のダットレーが売れて各地にバッティングセンターが作られ、最初のブームが起きたと語っている。
なお、2023年6月時点で「現存する国内最古のバッティングセンター」とされていたJR山手線大塚駅前の「大塚バッティングセンター」も1965年に当時のオーナーが資材置場の一角に開設したのが始まりとされる。大塚バッティングセンターの入るビルは1976年に建て替えられ、1階がパチンコ店、2階にバッティングセンターとゲームセンターとなっていた。しかし、「大塚バッティングセンター」は後継者が見つからず、2023年6月30日で閉店することになった。
1970年代に入るとボウリングのブームが到来し、日本各地にボウリング場が設立された。全日本ボウリング協会の発表によれば、1972年時点で3697箇所のボウリング場が作られていた。1976年ごろに入り、そのブームが一段落すると、ボウリングセンター経営者達は、駐車場などの空きスペースにより設備投資に費用のかからないバッティングセンターを併設したり、客足の遠のいたボウリングセンターに代わってバッティングセンターの運営を始めた。その他、ボウリング、バッティングセンター、卓球、プール、オートテニスなどの複数のスポーツを体験できる複合型施設として再建していくものもあった。1980年に設立されたラウンドワンもこうした複合型施設のひとつであり、バッティングセンター設備を兼ね備えた店舗展開数は日本最多である。これによりバッティングセンターの数が爆発的に増えて定着し、第二次バッティングセンターブームが到来した。
1980年代以降、ファミリーコンピュータの誕生などによる趣味の多様化によりバッティングセンターブームは落ち着きを見せるが、1993年のJリーグ開幕は一大社会現象となり、バッティングセンターのみならず野球業界そのものに深刻な影響をもたらした。しかしながら1994年のイチローの大ブレイクは、こうした野球離れを救うこととなる。当時20歳のイチローは、94年シーズンに年間最多安打記録となる210安打を放ち、振り子打法や背面キャッチなどのパフォーマンスも相まって時代の寵児としてたびたびメディアに取り上げられた。メディアではイチローが父と共にバッティングセンターに足繁く通っていたという幼年期のエピソードが繰り返し取り上げられ、全国の野球少年がこぞってバッティングセンターに通う契機となった。こうした事態に全国のバッティングセンターから多くの喜びの連絡が入るようになり、同年、全国バッティングセンター連盟協議会はイチローに対し感謝状の贈呈を行った。イチローは受賞に際し「多くの受賞の中でも本当に嬉しい賞です。感謝するのは僕の方です」とコメントした。
また、1995年にはTBS系列のテレビ番組『筋肉番付』の放送がスタートし、野球のピッチングをベースにしたゲーム「ストラックアウト」が大きな話題を呼び、全国のバッティングセンターやゲームセンターなどにストラックアウトがプレイできる設備が設置された。ストラックアウトが設置された当初はパネルの再配置は人手で行われていることが多く、宮崎県後楽園バッティングセンターの代表である年神英敏は、当時の様子についてトイレに行く暇も無いほど多忙だったと回顧している。
2020年代に入ると後継者不足や野球離れから続々とバッティングセンターが閉鎖されている。そもそも子供の頃から野球の経験がない人が大人になってもバッティングセンターに行かないケースが目立っている。この時点で既に経営の悪化により「ホームラン賞」などの景品システムを廃止したバッティングセンターも相当数存在しており、そもそもオーナーの高齢化や店舗の予算の減少により「ホームラン賞」の的のシステムが動作しないのを放置しているバッティングセンターも少なくない。

## 仕様
球速や打席の左右の構成が異なる数組のホームベースと打席（バッターボックス）、操作パネルなどが備え付けられており、前方から機械（ピッチングマシン）によって発射されるボールを利用者がバットで打つ仕掛けである。1ゲームの投球数はおおむね数十球。
かつては左打者が利用できる打席が少ない施設がほとんどであったが、近年は左右両打席で利用できるケージが増えつつある。
中には全ケージで左右両打席を設ける施設もある。
理由としては左打者の利用が増えていることは勿論のこと、従来の狭い右打席のケージでは流し打ちに打席の広さが対応できず打球が隣の打席との間のネットに引っ掛かる不満が多かったこと、隣の打席との距離を置くことでの事故防止などがあげられる。
各打席にある操作パネルには、コインやカードの投入口の他、投球位置の調整、球速や変化球の選択ボタンが設けられている。投球位置は高低のみの調節に限られる場合が多く、左右方向の調整可能な操作パネルは少ない。尚、高低のコントロールはゲーム中でも変更可能である。
各打席の両横や後方はネットで仕切られており他の利用者や見学者に打った球が当らないようにしてある。前方は周囲にある程度の空間を確保してネットで囲いボールが施設外に飛ばないようになっている。前方の床面はコンクリートなどで傾斜をつけて舗装され、打球が自然に転がって回収される。施設によってはトスマシンを打席付近においたトス専用の打席が区切られている。
全ての設備が屋内に備えられている場合と、屋外に設置され打席の部分のみ屋根が取り付けられている場合がある。ボールは縫目部分を高くした競技用ではなく、縫目部分を平らにしたバッティングセンター用の軟式を用いていることが多く、球速はおおむね70〜150km/h程度でケージ毎に段階的に区切られており利用者が球速を選択できる。中には、変化球限定の設定のケージや160km/hを超えるもの、200km/hが出るマシンを設置している事を謳い文句にしている施設もある。硬式の場合は初心者には危険を伴うため、ヘルメットを着用する等の注意書きがある。
バットの持ち込みは可能であるが、折れた際、破片が他の利用者を妨げたり、けがをさせたりする可能性があるため、木製バットの持ち込みを禁止しているバッティングセンターも多い。
多くのバッティングセンターでは、土地の問題からマシンからホームベースまでの距離が実際の競技におけるマウンドからホームベースまでの距離18.44mよりも短い。投手が実際に球をリリースするポイントを考慮しても、それと同等の距離があるバッティングセンターは希である。

### 標的
前方に「ホームラン」の標的が設けてあり、打球が当たると景品や数ゲームを無料で遊べるようになったり、景品が貰えたりする特典がある。
標的は「本塁打」のほか「二塁打」「三塁打」「シングルヒット」などと分けられている場合もある。
標的には打球の速度を時速で表示するものや推定飛距離を表示するものもある。
月間ホームラン数や年間ホームラン数をランキング形式で発表している施設もあり、上位者には更に景品が与えられることもある。

### ピッチングマシン
旧式はアームのみが稼働する人形から投球されるが、近年では、スクリーンに映し出されたプロ野球の投手の投球フォームに合わせてボールを発射し、プロ野球の投手と対戦しているかのような擬似体験ができる設備も多く見られる。